# Kraljevski astronom za Škotsku
Kraljevski astronom za Škotsku (prijevod na hrvatski s engleskog Astronomer Royal for Scotland) je bio naslov ravnatelja kraljevske zvjezdarnice u Edinburghu do 1995. godine Poslije toga je bila počasnim naslovom.
Popis nositelja naslvoa kraljevskog astronoma za Škotsku:
- 1834.–1844. Thomas Henderson
- 1846.–1888. Charles Piazzi Smyth
- 1889.–1905. Ralph Copeland
- 1905.–1910. sir Frank Watson Dyson
- 1910.–1937. Ralph Allen Sampson
- 1938.–1955. William Michael Herbert Greaves
- 1957.–1975. Hermann Brück
- 1975.–1980. Vincent Cartledge Reddish
- 1980.–1990. Malcolm Longair
- 1991.–1995.
- 1995.–danas John Campbell Brown